# Reinhard Heinrich (Fußballspieler)
Reinhard Heinrich (* 6. Januar 1913; † 20./21. Jahrhundert) war ein deutscher Fußballspieler. Zu Beginn seiner Karriere, mit 21, versuchte er 1934 als Profi in die Schweiz zu wechseln und Spielertrainer beim FC Biel zu werden, was in der NS-Zeit sehr selten geschah. Er war Torschütze bei einem 1:1 gegen Fiorentina, erhielt aber keine Freigabe, kehrte zu seinem Stammverein Blau-Weiß Berlin zurück und war lange gesperrt. Anschließend war er mit Blau-Weiß, später auch in Norddeutschland erfolgreich.

## Karriere
Heinrich spielte nach seiner Rückkehr als Stürmer von 1935 bis 1940 in der Gauliga Berlin-Brandenburg, in einer von zunächst 16, später auf 23 aufgestockten Gauligen zur Zeit des Nationalsozialismus als einheitlich höchste Spielklasse im Deutschen Reich. Am Ende seiner Premierensaison gewann er mit der Mannschaft die Gaumeisterschaft. Infolgedessen nahm er auch an der Endrunde um die Deutsche Meisterschaft teil. Diese wurde in vier Gruppen zu je drei bzw. vier Mannschaften ausgetragen, von denen die jeweiligen Gruppensieger das Halbfinale bestritten. Er bestritt alle sechs Spiele der Gruppe 1 und belegte mit Blau-Weiß 90 Berlin nur den vierten Platz. Sein Debüt gab er am 2. April 1939 im ersten Gruppenspiel beim 3:3-Unentschieden gegen den Hamburger SV. In der Folgesaison ging er mit seiner Mannschaft als Sieger der Staffel A hervor, verlor jedoch das in Hin- und Rückspiel ausgetragene Finale gegen den SC Union Oberschöneweide, dem Sieger der Staffel B, mit 1:4 im Gesamtergebnis. Ferner bestritt er 1938 drei, 1939 zwei und 1940 ein Spiel im Wettbewerb um den nationalen Vereinspokal. Bei seinem Debüt am 28. August 1938 erzielte er beim 5:1-Sieg im Erstrundenspiel gegen den TSV Swinemünde mit dem Treffer zum 3:1 per Strafstoß in der 61. Minute sein erstes Tor.
Ab 1940 war er als Gastspieler für Werder Bremen in der Gauliga Niedersachsen aktiv, jeweils in der Gruppe Nord, aus der er mit seiner Mannschaft 1942 als Sieger hervorging, wie auch aus der Finalrunde, die nach zehn Spielen mit zehn Siegen abgeschlossen wurde. Aufgrund des Erfolges nahm er mit seiner Mannschaft auch an der Endrunde um die Deutsche Meisterschaft teil und kam in vier Spielen, in denen er zwei Tore erzielte, zum Einsatz. Sein Debüt gab er am 10. Mai 1942 im Qualifikationsspiel bei Hamborn 07, das trotz Verlängerung mit 1:1 unentschieden keinen Sieger hervorbrachte. Sein erstes Tor erzielte er im Weserstadion beim 5:1-Sieg im Wiederholungsspiel eine Woche später mit dem Treffer zum 3:0 in der 42. Minute. Sein zweites Tor erzielte er am 24. Mai 1942 beim 4:1-Achtelfinal-Sieg über den Eimsbütteler TV, bevor er mit seiner Mannschaft nach der 3:4-Niederlage gegen Kickers Offenbach im Viertelfinale aus dem Wettbewerb ausschied. Ferner kam er für Werder Bremen 1941 in zwei und 1942 in vier Spielen im Wettbewerb um den Tschammerpokal zum Einsatz in dem ihm insgesamt zwei Tore gelangen.
Im Juni 1942 spielte er kurze Zeit erneut für Blau-Weiß 90 Berlin, bevor er wieder an die Weser zurückkehrte und die Saison 1942/43 in der Gauliga Weser-Ems, aufgrund der kriegsbedingten Aufteilung der Gauliga Niedersachsen, spielte.
Im Sommer 1943 musste Werder vier Spieler, unter ihnen Heinrich, dem am 8. Dezember 1942 gegründeten Luftwaffen-Sportverein Hamburg zur Verfügung stellen, der ohne Qualifikation zur Saison 1943/44 in die Gauliga Hamburg aufgenommen wurde. Nach 18 absolvierten Punktspielen in der aus zehn Mannschaften bestehenden Spielklasse, ging seine Mannschaft ungeschlagen als Gaumeister hervor. Die Militärelf, die aus so genannten „Flugabwehrkämpfern“ bestand, konnte im Gegensatz zur Konkurrenz, während der zwei Jahre ihres Bestehens in fast unveränderter Formation durchspielen, weshalb sie bei den alten Vereinen unbeliebt war. Bei der ersten Teilnahme an der Endrunde um die Deutsche Meisterschaft, in der die Mannschaft bis ins Finale vordrang und gegen den Dresdner SC mit 0:4 unterlag, kam er nicht zum Einsatz. Dafür erreichte er mit der Mannschaft das Finale um den Tschammerpokal am 31. Oktober 1943 in Stuttgart, nachdem er zuvor vier Spiele bestritten und ein Tor erzielt hatte. Dieses wurde mit 2:3 nach Verlängerung gegen den First Vienna FC, trotz eines Tores von ihm, dem Treffer zum 2:2 in der 70. Minute, verloren.
Nach dem Ende des Zweiten Weltkriegs absolvierte Heinrich noch zwei Spielzeiten für Werder Bremen in der Oberliga Nord, einer von fünf Oberligen als höchste deutsche Spielklasse. Als Achtplatzierter der Saison 1948/49 beendete er seine aktive Fußballerkarriere.

## Erfolge
- Gaumeister Berlin-Brandenburg 1939
- Gaumeister Niedersachsen 1942
- Finalist Deutsche Meisterschaft 1944
- Tschammerpokal-Finalist 1943